# Макроэргономика
Макроэргономика (англ. Macroergonomics) — раздел эргономики, ориентированный на изучение и проектирование рабочей системы в целом, всей рабочей системы.
В основе лежит системный подход и его разновидность социо-технический подход, который рассматривает взаимодействие социальных, организационных и технических процессов, как находящихся в единой неразрывной связи.
Задача макроэргономики — построение систем, в которых все процессы увязаны в одно целое и функционируют как единый согласованный, гармоничный процесс.

## История
Макроэргономика является «подразделом эргономики, сосредоточенным на разработке полной рабочей системы. Концептуально, это социотехнический системный подход сверху вниз к проектированию рабочих систем и перенос общих характеристик системы на микроэргономический дизайн интерфесов между человеком и работой, человеком и машиной и человеком и программным обеспечением для того, чтобы целостная работа системы была полностью согласована, полностью гармонична.»
Оригинальный текст (англ.)Macroergonomics is «the subdiscipline of ergonomics that focuses on the design of the overall work system. Conceptually, a top-down sociotechnical systems approach to the design of work systems and the carry-through of the overall work system characteristics to the microergonomic design of human-job, human-machine, and human-software interfaces to ensure that the entire work system is fully harmonized»
— Hendrick and Kleiner (2002).
Работы Хендрика основаны на более ранних работах по социотехническим системам 1940-х и 1950-х годов.

## Задачи
Задача макроэргономики — построение систем, в которых все процессы увязаны в одно целое и функционируют как единый согласованный, гармоничный процесс. Не учет одного компонента в одной из подсистем может нарушить функционирование всей системы в целом.
Задачей макроэргономики является всесторонняя оптимизация деятельности.

## Выделяемые подсистемы
В любой системе макроэргономический подход так или иначе выделяет и рассматривает минимум две подсистемы или две группы подсистем:
- социально-психологическую (сотрудники, клиенты, контрагенты)
- техническую (механизмы, программы, рабочее место)

Кроме того, часто в отдельные подсистемы выделяют: текущую структуру организации, внешнюю к организации среду и т. п.
Хендрик выделяет следующие подсистемы:
1. подсистема персонала (англ. personnel subsystem)
2. технологическая подсистема (англ. technological subsystem)
3. внутренняя среда (англ. internal environment)
4. организация и управление (англ. organization and management)
5. внешняя среда (англ. external environment)

## Методы
Проектирование любой системы в макроэргономическом подходе происходит «сверху вниз». То есть в первую очередь определяются и проектируются макроэргономические параметры системы и только затем переходят к проектированию микроэргономических параметров.

## Примеры
Некоторые примеры, показывающие, как макроэкономический подход позволяет создавать системы, функционирующие более экономично, более надежно, более удобно как для потребителя, так и для вовлеченного участника.